# Liste der Bürgermeister von Gütersloh

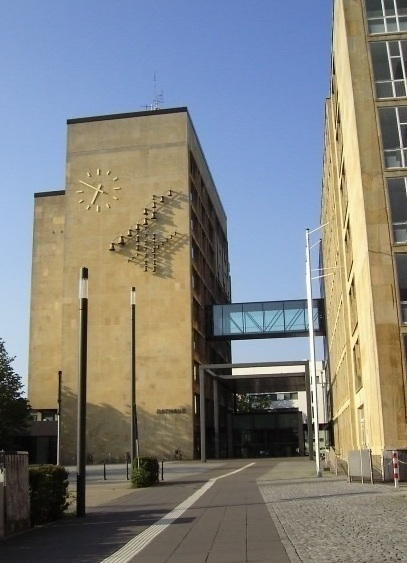
Das Gütersloher Rathaus mit dem im Herbst 2008 eröffneten zentralen Eingang; die Fassaden von Haus I (mit Uhr und Glockenspiel) und II bestehen aus Tengener Muschelkalk.

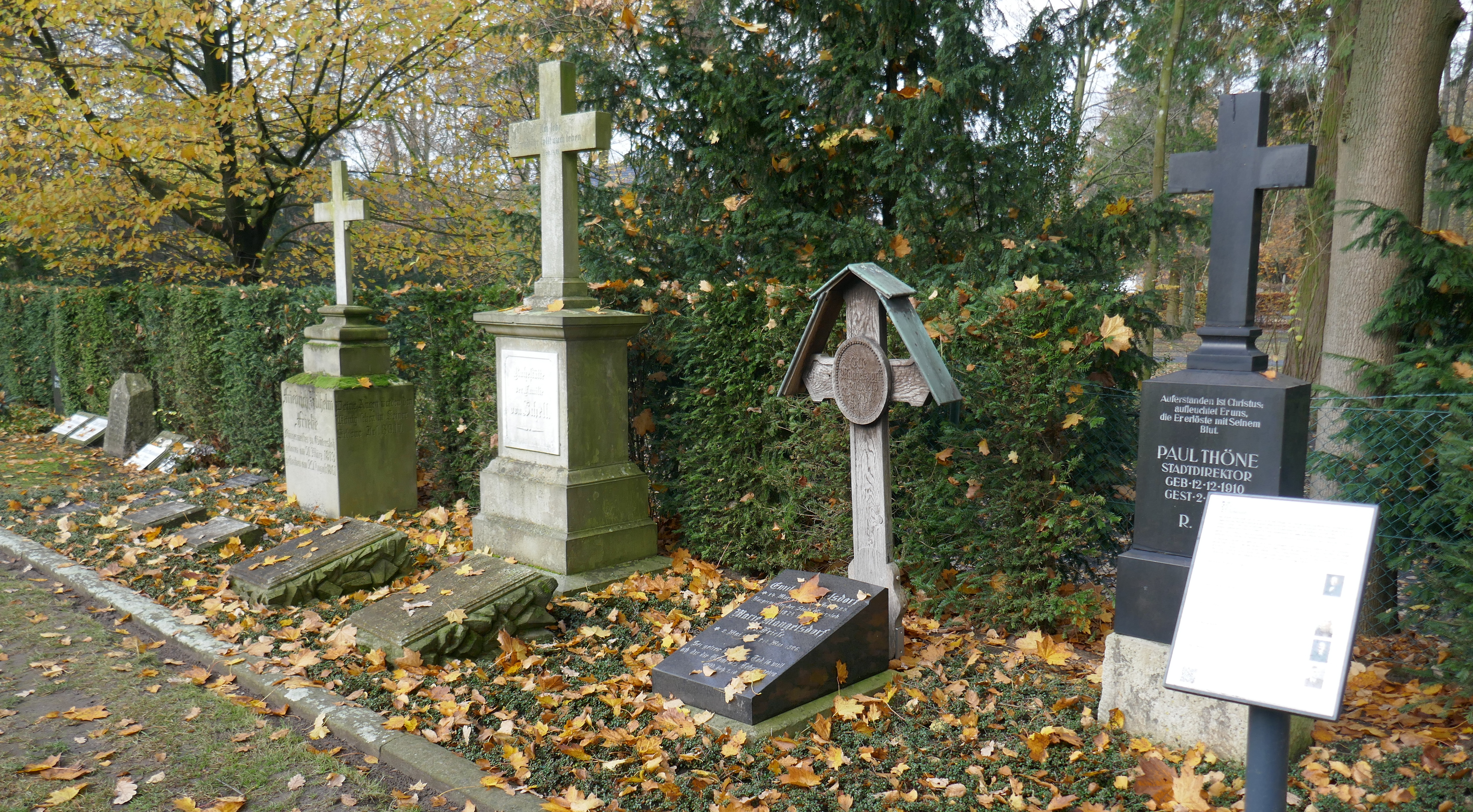
Lapidarium von Bürgermeister-Grabmälern auf dem Alten Stadtfriedhof

Die Liste der Bürgermeister von Gütersloh gibt einen Überblick über die Bürgermeister der ostwestfälischen Kreisstadt Gütersloh.

## Bürgermeister
| Bild | Bürgermeister              | geb. | gest. | Partei | Partei | Amtszeit                 |
| ---- | -------------------------- | ---- | ----- | ------ | ------ | ------------------------ |
|      | Christoph Heinrich Tegeler | 1755 | 1841  |        |        | 1813–1827                |
|      | Hermann Christian Haege    | 1759 | 1858  |        |        | 1827–1847                |
|      | Arnold Rüter               | 1810 | 1896  |        |        | 1847–1853                |
|      | Fritz (Friedrich) Detmer   | 1809 | 1867  |        |        | 1853–1854, kommissarisch |
|      | Friedrich Wilhelm Friebe   | 1813 | 1861  |        |        | 1854–1861                |
|      | Ludwig von Richthofen      | 1837 | 1873  |        |        | 1861–1862, kommissarisch |
|      | Louis (Ludwig) von Schell  | 1818 | 1890  |        |        | 1862–1874                |
|      | Emil Mangelsdorf           | 1839 | 1925  |        |        | 1874–1908                |
|      | Gustav T(h)ummes           | 1870 | 1941  |        |        | 1908–1935                |
|      | Josef Bauer                | 1898 | 1982  |        | NSDAP  | 1935–1945                |
|      | Paul Thöne                 | 1910 | 1949  |        | CDU    | 1945                     |
|      | Adam Weinand               | 1890 | 1957  |        | SPD    | 1945                     |
|      | Paul Thöne                 | 1910 | 1949  |        | CDU    | 1945                     |
|      | Fritz Bohnenkamp           | 1905 | 1971  |        | SPD    | 1945–1946                |
|      | Wilhelm Baumann            | 1888 | 1951  |        | CDU    | 1946–1948                |
|      | Hans Hossius               | 1895 | 1965  |        | SPD    | 1948–1951                |
|      | Hermann Vogelsang          | 1897 | 1985  |        | SPD    | 1951–1952                |
|      | Helmut Kaufhold            | 1903 | 1974  |        | CDU    | 1952–1954                |
|      | August Ibrügger            | 1892 | 1960  |        | CDU    | 1954–1960                |
|      | Heinrich Brune             | 1907 | 1991  |        | FDP    | 1960–1964                |
|      | Heinz Kollmeyer            | 1923 | 2006  |        | CDU    | 1964–1979                |
|      | Adolf Günter Gräwe         | 1926 | 1986  |        | CDU    | 1979–1985                |
|      | Karl Ernst Strothmann      | 1928 | 2021  |        | CDU    | 1985–1994                |
|      | Maria Unger                | 1952 |       |        | SPD    | 1994–2015                |
|      | Henning Schulz             | 1972 |       |        | CDU    | 2015–2020                |
|      | Norbert Morkes             | 1951 |       |        | BfGT   | 2020–2024                |
|      | Matthias Trepper           | 1968 |       |        | SPD    | 2024–                    |